# Jacqueline Kennedy Garden

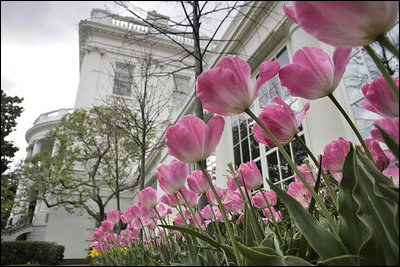
Frühling im Jacqueline Kennedy Garden. Rosa Tulpen vor der Ost-Kolonnade des Weißen Hauses.

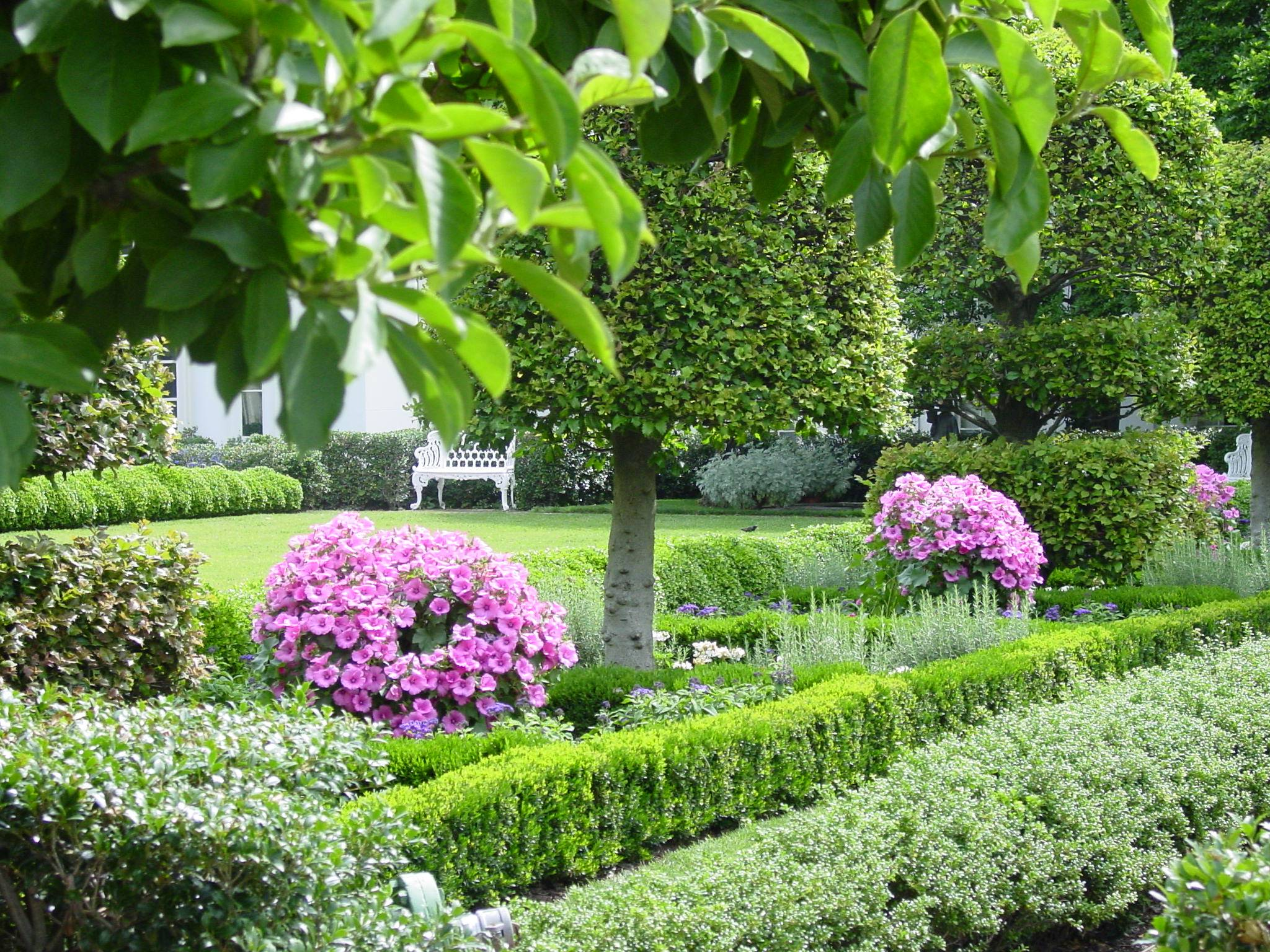
Sommer im Jacqueline Kennedy Garden. Tulpen-Magnolien und Winterlinden mit Leberbalsam und Buchsbaum unterpflantzt. Die weiß gestrichenen Gusseisenbank befindet sich seit 1850 auf dem Gelände des Weißen Hauses.

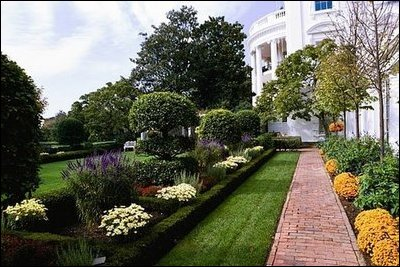
Herbst im Jacqueline Kennedy Garden. Der Backsteinweg entlang der Ost-Kolonnade ist mit bronzefarbenen „Starlet“-Chrysanthemen eingefasst.

Der Jacqueline Kennedy Garden befindet sich auf der Südseite des Weißen Hauses in Washington, D.C. vor der Ost-Kolonnade. Der Garten ist das Gegenstück zum westlich des White House Complex gelegenen White House Rose Garden.

## Geschichte
Edith Roosevelt, die ihren „Kolonialgarten“ am Standort des heutigen Rose Garden angelegt hatte, beaufsichtigte eine ähnliche, aber nicht so formell bepflanzte Anlage an der Ostseite, dem Standort des heutigen Jacqueline Kennedy Garden. Der Garten wurde in seiner heutigen Form 1913 von der First Lady Ellen Wilson angelegt. Sie nannte ihn Ostgarten. Der Entwurf von Mrs. Wilson enthielt einen zentralen Seerosenteich. Nach ihrem Tod im Jahr 1914 wurde der Garten von der Landschaftsarchitektin Beatrix Farrand fertiggestellt.
Die Pflege der Außenanlagen des Weißen Hauses hatte bis zur Präsidentschaft von John F. Kennedy stark nachgelassen, was die First Lady Jacqueline Kennedy veranlasste, mit Rachel Lambert Mellon und Perry Wheeler an der Neugestaltung und Neubepflanzung des Rosengartens und Ostgartens zu arbeiten. Zur Zeit der Ermordung von Präsident Kennedy im Jahr 1963 war der Rose Garden fertiggestellt und die Arbeiten am Ostgarten liefen. Um die Mitwirkung von Jacqueline Kennedy am Weißen Haus und seinen Außenanlagen zu honorieren, nahm First Lady Lady Bird Johnson die Umbenennung des Ostgartens in Jacqueline Kennedy Garden vor.

## Gestaltung und Bepflanzung
Mellon schuf einen Platz mit einem stärker definierten zentralen Rasen, der von Blumenbeeten umrandet ist, die zwar im französischen Stil, jedoch überwiegend mit amerikanischen Pflanzen bepflanzt wurden. Obwohl formeller als der ehemalige Ostgarten, zollte der Jacqueline Kennedy Garden der Arbeit von Beatrix Farrand durch die Verwendung von organischeren Strukturen, die Anpflanzung großer Mengen gleicher Pflanzen in verschiedenen Abarten und den Gebrauch von Blattpflanzen, wie z. B. Ziergras oder Kaladien, Tribut.
Der heutige Garten folgt dem Entwurf von Mellon. Jedes Blumenbeet ist mit einer Reihe von Winterlinden und Tulpen-Magnolien bepflanzt, die von niedrigen Hecken aus Buchsbaum und Amerikanischer Stechpalme umrandet werden. Der äußere Rand des Blumenbeetes am Zentralrasen ist mit Buchsbaum gesäumt. Es werden mehrjährige Pflanzen wie Rittersporn, Malven, Lavendel und Rosen gepflanzt. Viele saisonale Blumen fügen fast das ganze Jahr Farben hinzu. Für den Frühling werden Narzissen, Fritillarien, Traubenhyazinthen, Tulpen, Sternhyazinthen und Blausterne gepflanzt. Für den Sommer werden jährlich wechselnde einjährige Pflanzen gesät. Im Herbst bringen Chrysanthemen und blühender Grünkohl Farbe bis zum Frühjahr.

## Offizielle und ungezwungene Nutzung
Der Jacqueline Kennedy Garden wird ebenso wie der Rose Garden für Veranstaltungen genutzt. Die Präsidenten nutzten den Jacqueline Kennedy Garden für Preisverleihungen. Lady Bird Johnson und Pat Nixon bevorzugten den Garten für Gesellschaften oder zum Teetrinken.

## Referenzen und weiterführende Literatur
- The White House: An Historic Guide. White House Historical Association and the National Geographic Society: 2001. ISBN 0-912308-79-6.
- Abbott James A., Elaine M. Rice: Designing Camelot: The Kennedy White House Restoration. Van Nostrand Reinhold: 1998. ISBN 0-442-02532-7.
- Clinton, Hillary Rodham: An Invitation to the White House: At Home with History. Simon & Schuster: 2000. ISBN 0-684-85799-5.
- Garrett, Wendell: Our Changing White House. Northeastern University Press: 1995. ISBN 1-55553-222-5.
- McEwan, Barbara: White House Landscapes. Walker and Company: 1992. ISBN 0-8027-1192-8.
- Mellon, Rachel Lambert: The White House Gardens Concepts and Design of the Rose Garden. Great American Editions Ltd.: 1973.
- Seale, William: The President’s House. White House Historical Association and the National Geographic Society: 1986. ISBN 0-912308-28-1.
- Seale, William: The White House Garden. White House Historical Association and the National Geographic Society: 1996. ISBN 0-912308-69-9.